# Dysaphis peucedani
Dysaphis peucedani är en insektsart. Dysaphis peucedani ingår i släktet Dysaphis och familjen långrörsbladlöss. Inga underarter finns listade i Catalogue of Life.